# Mitchelton-Scott/Saison 2019
Diese Liste beschreibt die Erfolge des Radsportteams Mitchelton-Scott in der Saison 2019. 

## Erfolge in der UCI WorldTour
In den Rennen der Saison 2019 der UCI WorldTour gelangen die nachstehenden Erfolge.
| Datum          | Rennen                            | Sieger           |
| -------------- | --------------------------------- | ---------------- |
| 18. Januar     | 4. Etappe Tour Down Under         | Daryl Impey      |
| 15.–20. Januar | Gesamtwertung Tour Down Under     | Daryl Impey      |
| 13. März       | 1. Etappe Tirreno-Adriatico (MZF) | Mitchelton-Scott |
| 14. März       | 5. Etappe Paris-Nizza (EZF)       | Simon Yates      |
| 27. März       | 3. Etappe Katalonien-Rundfahrt    | Adam Yates       |
| 13. April      | 6. Etappe Baskenland-Rundfahrt    | Adam Yates       |
| 31. Mai        | 19. Etappe Giro d’Italia          | Esteban Chaves   |
| 14. Juli       | 9. Etappe Tour de France          | Daryl Impey      |
| 18. Juli       | 12. Etappe Tour de France         | Simon Yates      |
| 21. Juli       | 15. Etappe Tour de France         | Simon Yates      |
| 24. Juli       | 17. Etappe Tour de France         | Matteo Trentin   |
| 4. August      | 2. Etappe Polen-Rundfahrt         | Luka Mezgec      |
| 7. August      | 5. Etappe Polen-Rundfahrt         | Luka Mezgec      |

## Erfolge in der UCI Europe Tour
In den Rennen der Saison 2019 der UCI Europe Tour gelangen die nachstehenden Erfolge.
| Datum          | Rennen                                    | Kat. | Sieger           |
| -------------- | ----------------------------------------- | ---- | ---------------- |
| 7. Februar     | 2. Etappe Valencia-Rundfahrt              | 2.1  | Matteo Trentin   |
| 9. Februar     | 4. Etappe Valencia-Rundfahrt              | 2.1  | Adam Yates       |
| 21. Februar    | 2. Etappe Andalusien-Rundfahrt            | 2.HC | Matteo Trentin   |
| 23. Februar    | 4. Etappe Andalusien-Rundfahrt            | 2.HC | Simon Yates      |
| 24. Februar    | 5. Etappe Andalusien-Rundfahrt            | 2.HC | Matteo Trentin   |
| 27. März       | 1b. Etappe Settimana Internazionale (MZF) | 2.1  | Mitchelton-Scott |
| 27.–31. März   | Gesamtwertung Settimana Internazionale    | 2.1  | Lucas Hamilton   |
| 31. Mai        | 4. Etappe Norwegen-Rundfahrt              | 2.HC | Edoardo Affini   |
| 9. Juni        | Hammer Chase Hammer Limburg               | 2.1  | Mitchelton-Scott |
| 20. Juni       | 2. Etappe Slowenien-Rundfahrt             | 2.HC | Luka Mezgec      |
| 15. August     | 1. Etappe Czech Cycling Tour (MZF)        | 2.1  | Mitchelton-Scott |
| 18. August     | 4. Etappe Czech Cycling Tour              | 2.1  | Lucas Hamilton   |
| 15.–18. August | Gesamtwertung Czech Cycling Tour          | 2.1  | Daryl Impey      |
| 8. September   | 2. Etappe Tour of Britain                 | 2.HC | Matteo Trentin   |
| 12. September  | 6. Etappe Tour of Britain (EZF)           | 2.HC | Edoardo Affini   |
| 5. Oktober     | 5. Etappe Kroatien-Rundfahrt              | 2.1  | Adam Yates       |
| 1.–6. Oktober  | Gesamtwertung Kroatien-Rundfahrt          | 2.1  | Adam Yates       |

## Erfolge in der UCI Oceania Tour
In den Rennen der Saison 2019 der UCI Oceania Tour gelangen die nachstehenden Erfolge.
| Datum      | Rennen                    | Kat. | Sieger       |
| ---------- | ------------------------- | ---- | ------------ |
| 2. Februar | 4. Etappe Herald Sun Tour | 2.1  | Nick Schultz |

## Erfolge bei den Nationalen Straßen-Radsportmeisterschaften
In den Rennen der Nationalen Straßen-Radsportmeisterschaften 2019 gelangen die nachstehenden Erfolge.
| Datum       | Rennen                                           | Fahrer         |
| ----------- | ------------------------------------------------ | -------------- |
| 8. Januar   | Australische Meisterschaft – Einzelzeitfahren    | Luke Durbridge |
| 8. Februar  | Südafrikanische Meisterschaft – Einzelzeitfahren | Daryl Impey    |
| 10. Februar | Südafrikanische Meisterschaft – Straßenrennen    | Daryl Impey    |
| 27. Juni    | Äthiopische Meisterschaft – Einzelzeitfahren     | Tsgabu Grmay   |

## Mannschaft
| Teamkader 2019                            | Teamkader 2019     | Teamkader 2019         | Teamkader 2019                      |
| Name                                      | Geburtsdatum       | Land                   | Vorheriges Team                     |
| ----------------------------------------- | ------------------ | ---------------------- | ----------------------------------- |
| Edoardo Affini                            | 24. Juni 1996      | Italien                | SEG Racing Academy (2018)           |
| Michael Albasini                          | 20. Dezember 1980  | Schweiz                | HTC-Highroad (2011)                 |
| Jack Bauer                                | 7. April 1985      | Neuseeland             | Quick-Step Floors (2017)            |
| Sam Bewley                                | 22. Juli 1987      | Neuseeland             | PureBlack Racing (2012)             |
| Brent Bookwalter                          | 16. Februar 1984   | Vereinigte Staaten     | BMC Racing Team (2018)              |
| Esteban Chaves                            | 17. Januar 1990    | Kolumbien              | Colombia (2013)                     |
| Luke Durbridge                            | 9. April 1991      | Australien             | Jayco-AIS (2011)                    |
| Alexander Edmondson                       | 22. Dezember 1993  | Australien             | Jayco-AIS World Tour Academy (2015) |
| Tsgabu Grmay                              | 25. August 1991    | Äthiopien              | Trek-Segafredo (2018)               |
| Jack Haig                                 | 6. September 1993  | Australien             | Jayco-AIS World Tour Academy (2015) |
| Lucas Hamilton                            | 12. Februar 1996   | Australien             | UniSA-Australia (2017)              |
| Michael Hepburn                           | 17. August 1991    | Australien             | Jayco-AIS (2011)                    |
| Damien Howson                             | 13. August 1992    | Australien             | Jayco-AIS World Tour Academy (2013) |
| Daryl Impey                               | 6. Dezember 1984   | Südarfika              | NetApp (2011)                       |
| Christopher Juul-Jensen                   | 6. Juli 1989       | Dänemark               | Tinkoff-Saxo (2015)                 |
| Cameron Meyer                             | 11. Januar 1988    | Australien             | Dimension Data (2016)               |
| Luka Mezgec                               | 27. Juni 1988      | Slowenien              | Giant-Alpecin (2015)                |
| Mikel Nieve                               | 26. Mai 1984       | Spanien                | Team Sky (2017)                     |
| Nick Schultz                              | 13. September 1994 | Australien             | Caja Rural-Seguros RGA (2018)       |
| Callum Scotson                            | 10. August 1996    | Australien             | Mitchelton-BikeExchange (2018)      |
| Dion Smith                                | 3. März 1993       | Neuseeland             | Wanty-Groupe Gobert (2018)          |
| Robert Stannard                           | 16. September 1998 | Australien             | Mitchelton-BikeExchange (2018)      |
| Matteo Trentin                            | 2. August 1989     | Italien                | Quick-Step Floors (2017)            |
| Adam Yates                                | 7. August 1992     | Vereinigtes Königreich | Club Cycliste d'Étupes (2013)       |
| Simon Yates                               | 7. August 1992     | Vereinigtes Königreich | 100% me (2013)                      |
| Mathew Hayman (1. Jan.–21. Jan.)          | 20. April 1978     | Australien             | Team Sky (2013)                     |
|                                           |                    |                        |                                     |
| Quellen: ProCyclingStats Cycling Quotient |                    |                        |                                     |